# Cerchysiella planiscutellum
Cerchysiella planiscutellum är en stekelart som först beskrevs av Mercet 1921.  Cerchysiella planiscutellum ingår i släktet Cerchysiella och familjen sköldlussteklar. Arten är reproducerande i Sverige. Inga underarter finns listade i Catalogue of Life.